# Czubica (Pogórze Rożnowskie)
Czubica (452 m) – szczyt na Pogórzu Rożnowskim, wznoszący się między miejscowościami Piaski-Drużków i Tropie, w okolicy tamy Jeziora Czchowskiego. Dunajec dokonał tutaj przełomu między szczytami Czubicy i Pęcherskiej Góry. Na przełomie tym wybudowano tamę i powstał sztuczny zbiornik retencyjny – Jezioro Czchowskie. Opadają do niego północno-zachodnie stoki Czubicy, południowo-wschodnie natomiast do dolinki niewielkiego i bezimiennego potoku uchodzącego do Dunajca. W kierunku południowo-zachodnim przez Habalinę od Czubicy biegnie  krótki grzbiet (2,7 km), w północno-wschodnim natomiast wielokrotnie dłuższy grzbiet, który poprzez Mogiłę, Styr Północny i Południowy, Olszową, Suchą Górę Zachodnią i Suchą Górę ciągnie się aż do doliny Białej na wschodzie
Czubica jest niemal całkowicie porośnięta lasem, bezleśna jest tylko dolna część jej południowo-wschodnich stoków w miejscowości Tropie. Przez szczyt nie prowadzi żaden szlak turystyczny, ale z Tropia biegnie przez niego droga leśna. Z miejscowości Piaski Drużków (od tamy) prowadzi natomiast inna droga, okrążająca zachodnimi, północnymi i wschodnimi stokami szczyt Czubicy. Poprowadzono nią szlak rowerowy.
 Piaski-Drużków – stoki Czubicy – Roztoka-Brzeziny (oś. Szarysz) – Dzierżaniny – Paleśnica